# Дворец Галлиена
Дворец Галлиена (фр. Palais Gallien) — руины галло-романского амфитеатра начала II века, находящиеся в центре города Бордо (Франция). В 1840 году сооружение было включено в первый реестр исторических памятников Франции. Находится в собственности коммуны.  

## Название
Уличная табличка на площади Галлиена гласит: «Жена была химерой, дворец — мифом, а император Галлиен — самозванцем поневоле».
Античные руины носили название «Пале-Гален» со Средних веков, как минимум, с 1367 года. В этот период местный фольклор превращает Галену, легендарную королеву Бордо, в жену Карла Великого, который, якобы, был так в неё влюблён, что построил ей огромный дворец. В XVI веке гуманист Эли Вине (1509—1587) осознал, что «дворец» на самом деле является римским амфитеатром. Однако, введённый в заблуждение сходством имён «Гален» (Galien) и «Галлиен» (Gallien), он ошибочно приписал его строительство императору Галлиену. 

## История

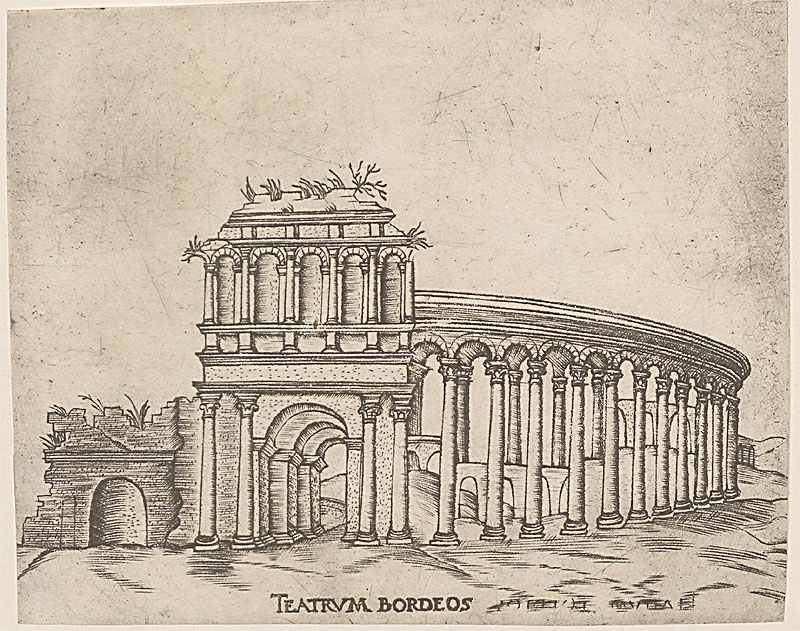
Вид амфитеатра, гравюра ок. 1560 года

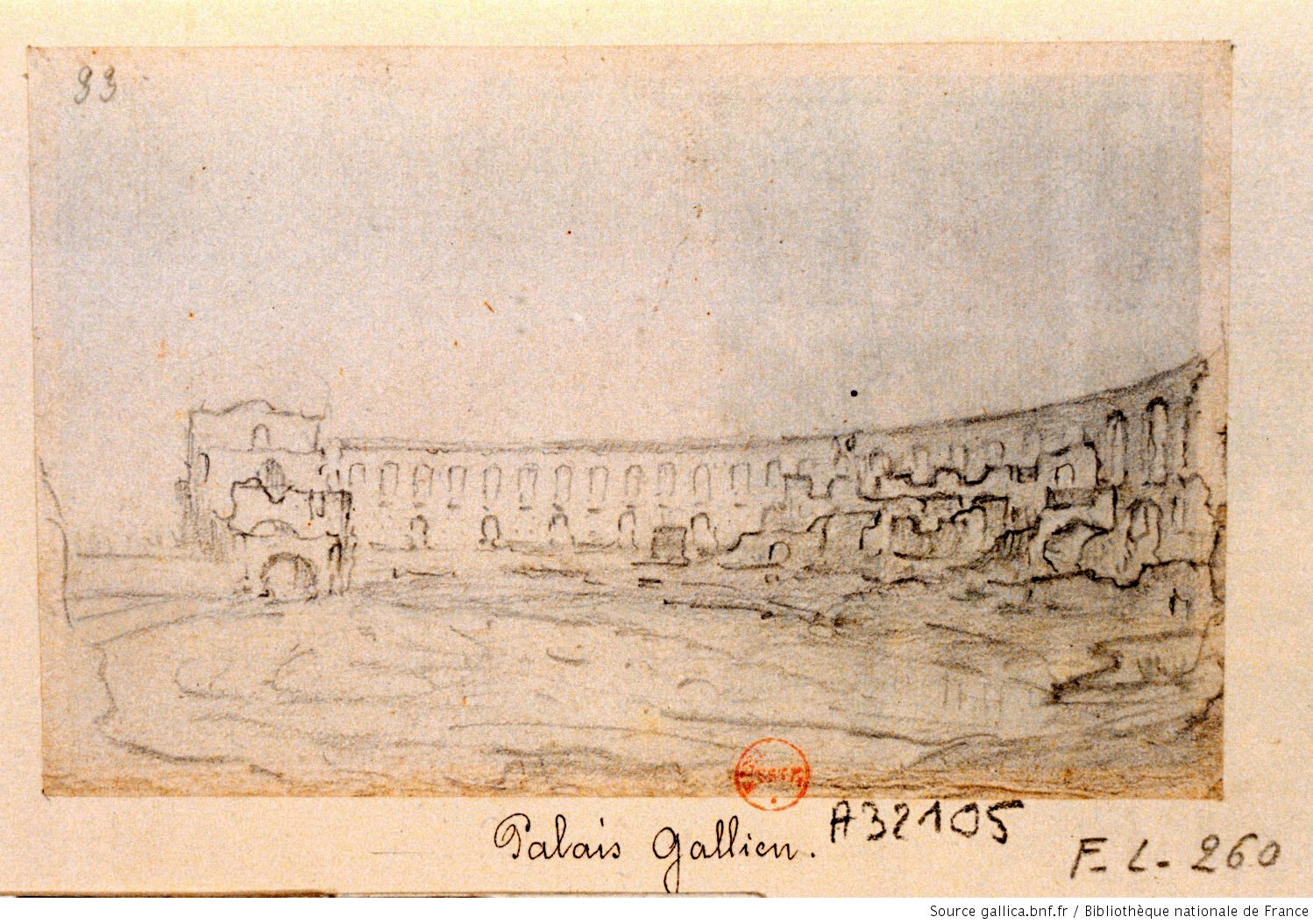
Рисунок Хермана ван дер Хема, 1642

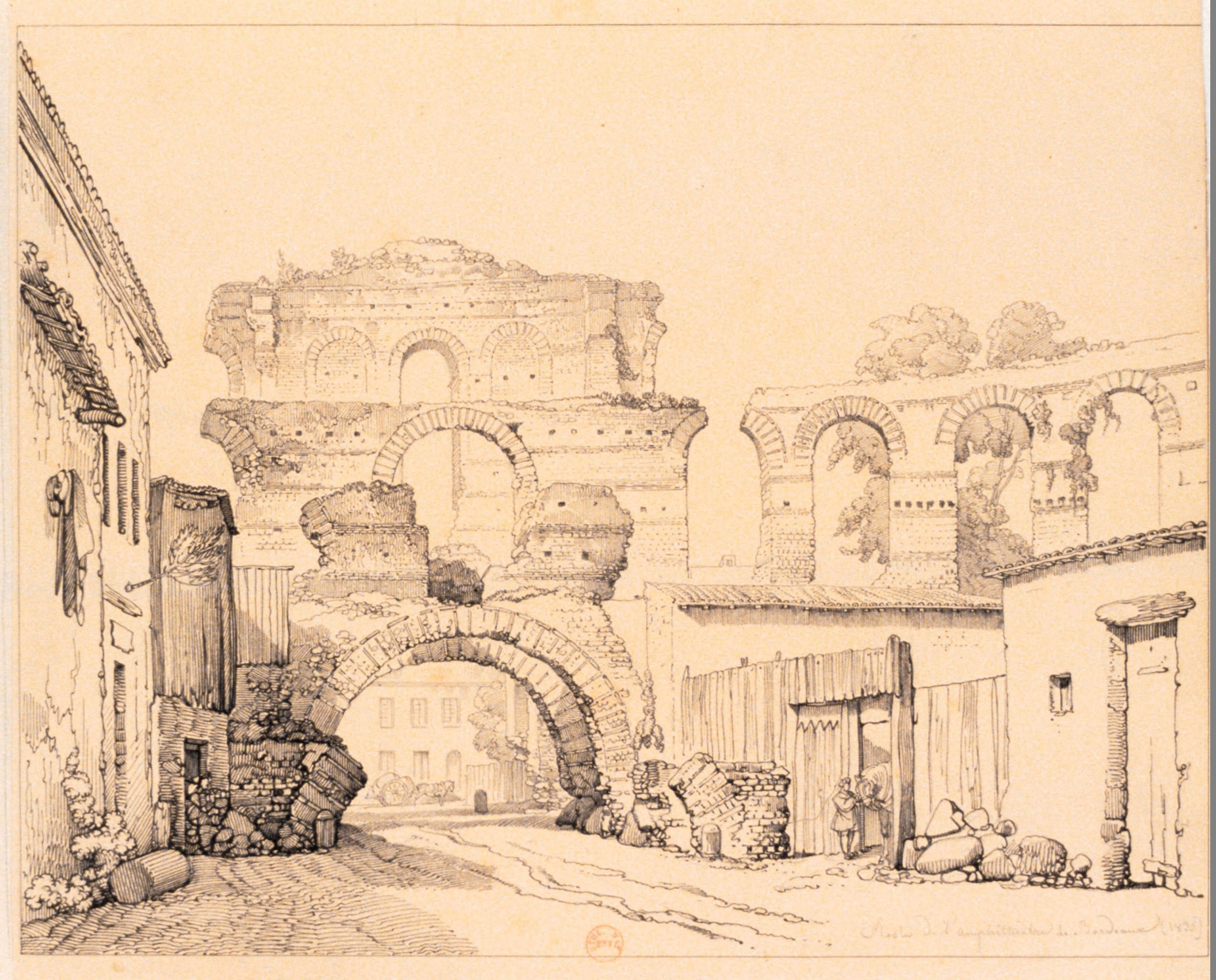
Рисунок Теодора д’Алиньи, 1835

После революции руины амфитеатра стали использоваться в качестве общественного карьера для добычи камня. 15 февраля 1793 года его земельный участок был продан отдельными лотами. Для обеспечения лёгкого доступа к участкам через амфитеатр были проложены две пересекающие его дороги, для чего отдельные части монументального сооружения, в частности, восточный портал, были полностью снесены. 14 вандемьера IX года (по республиканскому календарю; 6 октября 1800 года) министр внутренних дел Люсьен Бонапарт обратился к префекту с просьбой остановить разрушение здания. Десять дней спустя, 25 вандемьера (17 октября) префектура издала указ, запрещающий наносить зданию ущерб.  
В 1840 году амфитеатр был включён в первый реестр исторических памятников Франции. Таким образом, он стал одним из первых зданий, официально попавших под защиту государства. 
В 1864 году остатки стен были укреплены. 
В 2010—2011 годах были проведены археологические раскопки, позволившие уточнить датировку постройки началом II века. При раскопках были найдены монеты Галлиена (253—268), Постума (260—269) и Тетрика (271—274), керамика III века, а также бронза времён императора Траяна (98—117), свидетельствующая о том, что сооружением пользовались уж во II веке.